# Route nationale 51
La route nationale 51 (RN 51 o N 51) è una strada nazionale francese che parte da Reims e termina a Rethel.

## Storia e percorso
In origine la RN51 era lunga ben 405 km e collegava Orléans a Givet ed al Belgio. Uscendo da Orléans passava per Saint-Jean-de-Braye e si dirigeva a nord-est. Dopo aver servito Pithiviers e Malesherbes arrivava a Fontainebleau: questo primo troncone fu assegnato nel 1972 alla nuova RN152.
Da Fontainebleau invece cominciava già in precedenza un tratto in comune con la RN5 (poi RN6 ed ora D606) e la RN5bis. A partire da Montereau-Fault-Yonne seguiva la Senna toccando Bray-sur-Seine e Nogent-sur-Seine: fino a qui nel 1972 fu declassata a D411, mentre il troncone seguente divenne D951.
Procedendo verso Settentrione, incrociava la RN4 a Sézanne e giungeva ad Épernay. Qui aveva inizio la statale fino al 2005, quando anche la porzione a nord fu declassata a D951. Da Reims a Rethel (presso la quale è stata chiamata D8051) è stata inglobata dall’A34. Da Poix-Terron seguiva la valle della Vence ed oggi è stata affiancata ancora dall’A34.
Il tratto compreso tra Charleville-Mézières e Le Piquet (comune di Tremblois-lès-Rocroi) fu riassegnato alla RN43 nel 1972, mentre quello successivo per Rocroi è stato ripreso dall’A34. Correndo parallela al confine con il Belgio, la RN51 viaggiava lungo la Mosa per terminare alla frontiera belga poco dopo Givet.